# Наши танцующие дочери
Наши танцующие дочери (англ. Our Dancing Daughters) — американская драма режиссёра Гарри Бомонта 1928 года с Джоан Кроуфорд и Джоном Мак Брауном в главных ролях. Был выпущен на DVD в 2010 году.

## Сюжет
Две подруги, Диана и Анита, знакомятся на вечеринке с миллионером Беном Блэйном. Диана полна идеализированных представлений о жизни, относится к своему новому знакомства как к естественному ходу вещей. Анита, наоборот, хладнокровная и расчетливая — ей нужен богатый муж, и она использует весь необходимый арсенал обмана для того, чтобы выйти замуж за Блейна.
Но вскоре пелена спадает с глаз Блейна, и он понимает, что вместо любящей его женщины он выбрал лживую имитацию.

## В ролях
- Джоан Кроуфорд — Диана Медфорд
- Джонни Мак Браун — Бен Блейн
- Нильс Астер — Норман
- Дороти Себастиан — Беатрис
- Анита Пейдж — Анита
- Кэтлин Уильямс — мать Аниты
- Эдвард Дж. Наджент — Фредди
- Дороти Камминг — мать Дианы
- Хантли Гордон — отец Дианы
- Эвелин Холл — мать Фредди
- Сэм Где Грасс — отец Фредди

## Приём
Бленд Джонсон из New York Daily Mirror прокомментировал: «Джоан Кроуфорд ... делает величайшую работу в своей карьере». Фильм также был номинирован на две премии Оскар за лучший сценарий (Джозефин Ловетт) и лучшую операторскую работу (Джордж Барнс). 

### Кассовые сборы
По данным MGM records, фильм заработал 757 000 долларов в США и Канаде и 342 000 долларов в других странах, в результате чего прибыль составила 304 000 долларов.